# Gymnangium urceoliferum
Gymnangium urceoliferum är en nässeldjursart som först beskrevs av Jean-Baptiste Lamarck 1816.  Gymnangium urceoliferum ingår i släktet Gymnangium och familjen Aglaopheniidae.
Artens utbredningsområde är Indiska oceanen. Inga underarter finns listade i Catalogue of Life.